# Will Hudson
Will Hudson (* 8. März 1908 in Barstow, Kalifornien; † 16. Juli 1981 in Isle of Palms, South Carolina) war ein US-amerikanischer Arrangeur, Komponist und Bandleader des Swing. Zwischen 1936 und 1938 war er Co-Leader des  Hudson-DeLange Orchestra.

## Wirken
Hudson arrangierte Ende der 1920er Jahre für McKinney’s Cotton Pickers,  Earl Hines, Andy Kirk, Fletcher Henderson, Don Redman und Jimmie Lunceford. Von 1936 bis 1938 leitete er eine Swingband mit dem Songwriter Eddie DeLange; ihr Hudson-DeLange Orchestra bestand bis 1938; eine weitere Formation hatte er dann 1939/40. Danach schrieb er Arrangements für Musikverlage, studierte ab 1948 Komposition an der New Yorker Juilliard School of Music und gab dann den Jazz auf. 
Hudson schrieb u. a. 1936 mit dem Songtexter Mitchell Parish die Komposition Organ Grinder’s Swing. Auch der mit DeLange entstandene Titel Moonglow entwickelte sich zum Jazz-Standard. Johnny Guarnieri nahm ein Album mit Songs von Hudson und Eddie DeLange auf. Weitere Songs des Teams Will Hudson/Eddie DeLange waren „Remember When“, „Deep In A Dream“, „Do You Know What It Means To Miss New Orleans?“, „Lost April“, „Shake Down The Stars“, „Solitude“ und „String of Pearls“. Außerdem schrieb Hudson Instrumentalstücke, wie „Sophisticated Swing“, „Love Song of a Half Wit“, „Monopoly Swing“, „Eight Bars in Search of a Melody“. Ähnlich wie auch bei Duke Ellington firmierte Irving Mills als Co-Autor vieler seiner Titel, die im Musikverlag von Mills erschienen.